# WBAI
WBAI (Free Speech Radio) ist ein US-amerikanischer Hörfunksender und Teil des Pacifica Radio Network. WBAI ist ein nicht kommerzieller, von den Hörern gesponserter Sender, der in New York auf der Frequenz 99.5 FM ausgestrahlt wird. Das Genre ist ein linker, progressiver Rock. WBAI ist die Heimat der von vielen Public Radios übernommenen Pacifica-Nachrichtensendung Democracy Now - The war and peace report.

## Geschichte
Der Komiker George Carlin war der Autor eines Monologes mit dem Titel Filthy Words ‚Schmutzige Wörter‘. Dieser wurde vom WBAI am 30. Oktober 1973 ausgestrahlt und führte zu einer Beschwerde bei der Federal Communications Commission (FCC)
Die renommierte Journalistin Amy Goodman begann ihre journalistische Karriere bei dem Sender des Pacifica Networks in New York.
Die New York Times bemerkte, WBAI würde sich selbst gerne als „radio for the 99 percent“ bezeichnen. Die Station mit einem großen Standing würde jedoch nur von 0,1 Prozent der New Yorker Radiohörer eingeschaltet. Dies führte 2013 zu einem finanziellen Engpass des stark hörerfinanzierten Senders. Summer Reese, Interim CEO der Pacifica Foundation teilte on air mit, dass 19 der 29 Angestellten von WBAI entlassen werden müssten, um die finanzielle Grundlage für die Miete des Senders auf dem Empire State Building zu haben.

## Sendungen

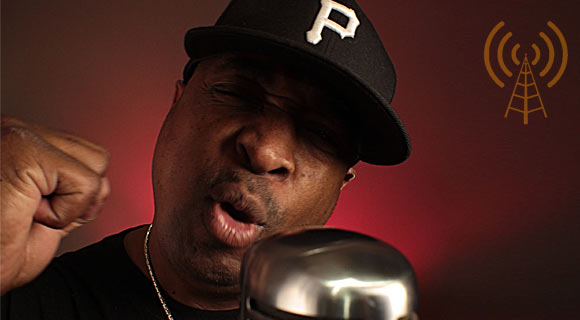
Der Rapper (Public Enemy) und politische Aktivist Chuck D moderiert bei WBAI

- Democracy Now ist ein Politmagazin, das auf mehreren nordamerikanischen Radiosendern ausgestrahlt wird. Dort werden aktuelle Nachrichten und politische Affären behandelt.
- Weaponry ist eine Sendung, die sich mit Militärtechnik und -geschichte befasst.
- Free Speech Radio News und Wakeup Call sind WBAIs Morgennachrichtenmagazine, präsentiert von Deepa Fernandes und Mario Murillo.
- Hour of the Wolf, moderiert von Jim Freund; Off the Hook, eine Sendung, vorgestellt von der 2600 hacker group; The Personal Computer Show mit Joe King und Hank Kee und The economics journalism of Doug Henwood sind klassische Science-Fiction-Shows.
- Jeannie Hopper's, Liquid Sound Lounge und Chico Alvarez's New World Gallery sind traditionelle Musiksendungen.